# Gubbängen (metropolitana di Stoccolma)
Gubbängen è una stazione della metropolitana di Stoccolma.
Si trova nell'omonimo quartiere, a sua volta situato all'interno della circoscrizione di Enskede-Årsta-Vantör, mentre sul tracciato della linea verde della rete metroviaria locale T18 è compresa tra le fermate Tallkrogen e Hökarängen.
Divenne ufficialmente operativa il 1º ottobre 1950, proprio come tutte le altre fermate incluse nel tratto fra Slussen e la stessa Hökarängen. La piattaforma è collocata in superficie, parallela alla strada Lingvägen. La stazione è stata progettata dall'architetto Peter Celsing, mentre al suo interno sono ospitati contributi artistici dell'artista Ragnhild Alexandersson datati 1994.
L'utilizzo medio quotidiano durante un normale giorno feriale è pari a 4.200 persone circa.

## Tempi di percorrenza
| Linea | Capolinea     | Tempo  | Stazione                                                 | Tempo                             |
| T18   | Alvik         | 32 min | Skärmarbrink Gullmarsplan Slussen Gamla stan T-Centralen | 8 min 10 min 14 min 15 min 19 min |
| T18   | Farsta strand | 7 min  | Skärmarbrink Gullmarsplan Slussen Gamla stan T-Centralen | 8 min 10 min 14 min 15 min 19 min |